# النعمان الأخير (مسلسل)
النعمان الأخير مسلسل عراقي، من إخراج موفق الصلاح.

## الممثلون
- عبد الخالق المختار.
- سهى سالم.
- محمد حسن الجندي.
- أسامة المشيني.